# Tupanci
Tupanci (cyr. Тупанци) – wieś w Serbii, w okręgu kolubarskim, w mieście Valjevo. W 2011 roku liczyła 121 mieszkańców.